# Apanteles perseveratus
Apanteles perseveratus är en stekelart som beskrevs av Papp 1977. Apanteles perseveratus ingår i släktet Apanteles och familjen bracksteklar. Inga underarter finns listade i Catalogue of Life.